# Françoise de Maridor
Françoise de Maridor (ur. ok. 1558, zm. 29 września 1620)  – żona Charles’a de Chambes, hrabiego Montsoreau, dama dworu Katarzyny Medycejskiej.

## Życiorys
Françoise de Maridor urodziła się na zamku Freslonnière około 1558 roku jako córka Oliviera de Maridor i Anne Goyon de Matignon. W 1573 roku poślubiła Jeana de Coësmes, pana Lucé, jednego z najbogatszych dziedziców Sarthe. Jej mąż zginął w grudniu 1574 roku podczas oblężenia hugenockiego Luzignan.
Jako wdowa była przedmiotem zabiegów Charles’a de la Rochefoucauld i Jeana III de Beaumanoir, którzy pojedynkowali się o nią. W latach 1576–1577 była damą dworu królowej-matki Katarzyny Medycejskiej. 10 stycznia 1576 roku poślubiła Charles’a de Chambes, hrabiego Montsoreau, szambelana i wielkiego łowczego księcia d’Alençon.
Pod nieobecność męża, mieszkała na zamku la Coutancière blisko Saumur, albo na zamku Montsoreau. W 1579 jej kochankiem został Bussy d’Amboise, faworyt księcia d’Alençon. W wyniku sprzeczki, pokazał on swemu bratu Henrykowi III list, w którym Bussy przechwalał się swoją niedawną zdobyczą. Król usłużnie przekazał tę wiadomość zdradzonemu mężowi, który stanął nad żoną ze sztyletem w dłoni, grożąc, że poderżnie jej gardło, jeśli nie pomoże mu w zemście nad gachem. Zaszantażowana Françoise, wysłała do de Bussy’ego liścik zapraszający go na schadzkę w zamku de La Coutancière. 19 sierpnia 1579 roku wieczorem Bussy zginął w zasadzce zastawionej przez hrabiego Montsoreau.
Françoise urodziła hrabiemu dwóch synów i cztery córki :
- René'go de Chambes (ok. 1587-1649)
- Charles’a de Chambes (1594-1640)
- Marguerite de Chambes (ok. 1590-1634)
- Françoise de Chambes
- Françoise de Chambes
- Suzanne de Chambes (1600-1625)

## Postać literacka

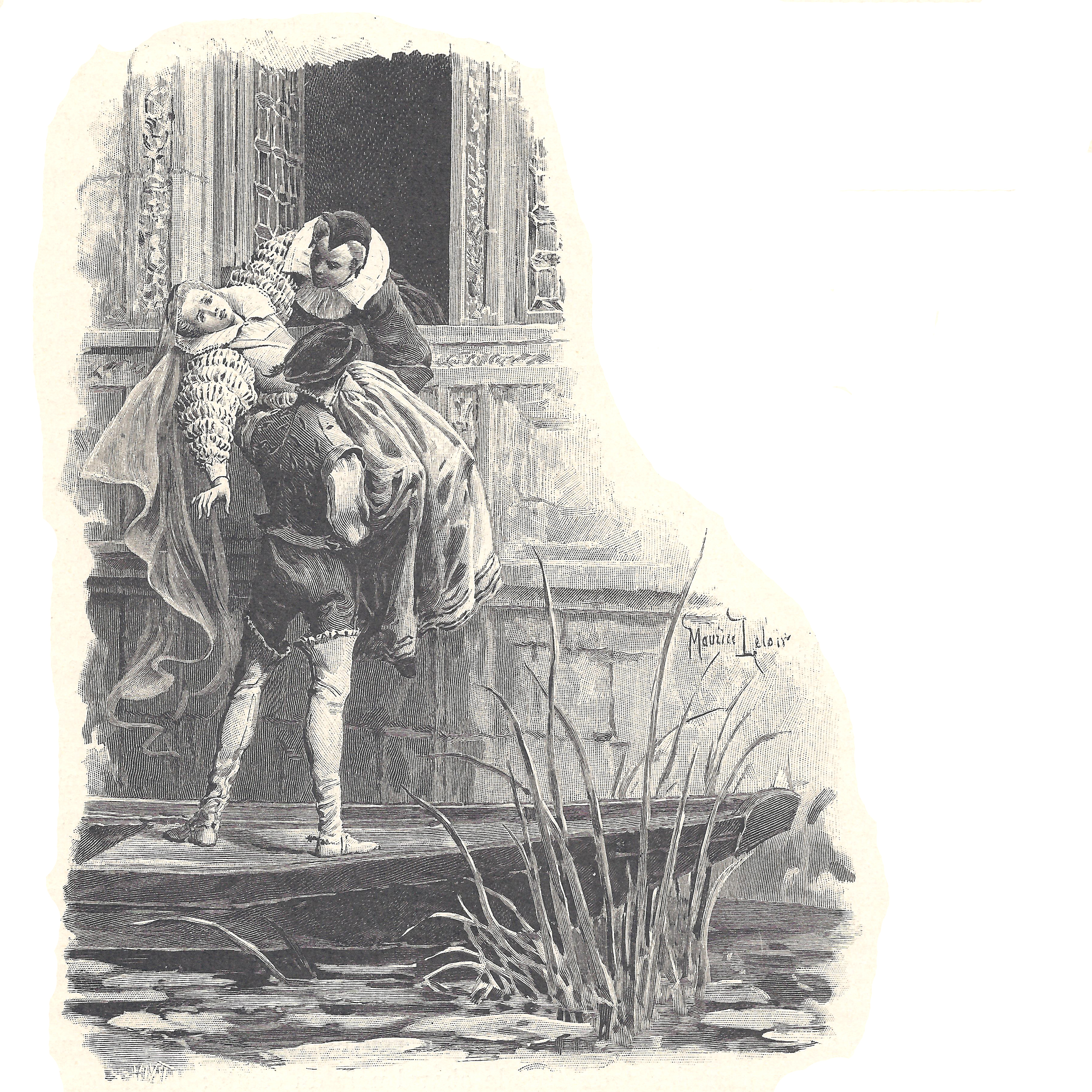
Hrabia de Monsoreau ratuje Dianę z zamku Beaugé

Françoise de Maridor pojawia się jako Tamyra w angielskiej tragedii Bussy d'Ambois (1607) George’a Chapmana. Rozdarta pomiędzy miłością do Bussy’ego a obowiązkiem moralnym, ulega namiętności. Poddana torturom przez męża, pisze list, który zwabi w pułapkę kochanka. Bussy ginie od kuli, a Tamyra jedna się z mężem.
W powieści Alexandre’a Dumasa Pani de Monsoreau (1846) nazywana przez pisarza Dianą de Meridor, zostaje porwana i uwięziona przez przyszłego męża na rozkaz księcia d’Alençon. Wykradziona księciu przez hrabiego Monsoreau, wychodzi wskutek jego knowań za niego za mąż. Przed ślubem jeszcze zakochuje się jednak w Bussy'm d’Amboise, którego ratuje od śmierci. Ostatecznie jej mąż zastawia na nich zasadzkę, w której ginie, a rannego Bussy’ego zabijają ludzie księcia d’Alençon. Wdowa po hrabim Monsoreau pojawia się jeszcze w trzecim tomie trylogii Czterdziestu pięciu, gdzie mści się za śmierć kochanka na księciu d’Alençon.